# داور فوتبال

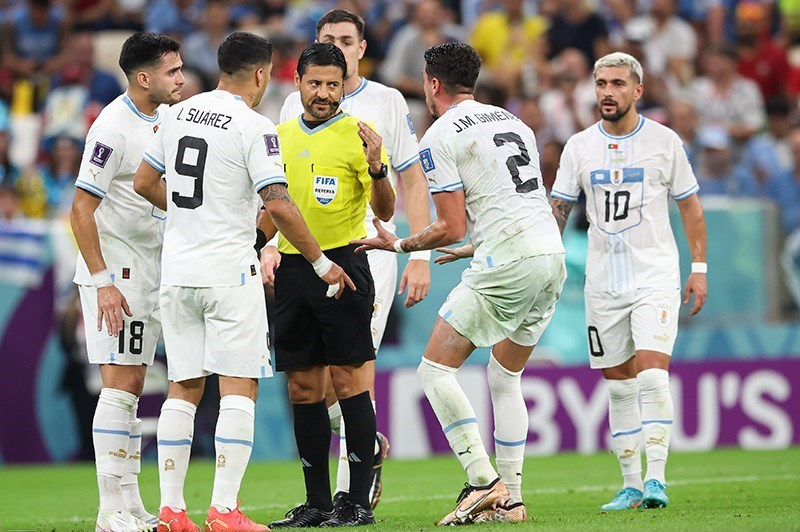
داوری علیرضا فغانی در دیدار تیم‌های پرتغال و اروگوئه - جام جهانی ۲۰۲۲ قطر

داور در بازی فوتبال، فردی است که بر روند اجرای قوانین فوتبال نظارت می‌کند به عبارتی دیگر داور، فردی است که در زمین بازی فوتبال، عدالت را برقرار می‌کند. او مجری قانون است و تمام تلاش خود را بر صحیح انجام دادن این امر بکار می‌بندد و می‌تواند با افراد خاطی بر اساس قوانین بازی فوتبال برخورد کند. کار داور بسیار سخت و مشکل است. یک داور ابتدا باید یک روان‌شناس خوب باشد تا بتواند بازی را در طول ۹۰ دقیقه متعادل نگه داشته و اداره کند. علاوه بر داور وسط، دو کمک داور نیز او را در این راه یاری می‌کنند. البته در جام جهانی ۲ داور پشت دروازه نیز همراه تیم داوری بودند. داور بر پایه قوانین برای جریمهٔ خطای یک بازیکن فوتبال٫ یا یک ضربهٔ خطا به سود حریف می‌دهد یا یک کارت زرد به بازیکن خاطی می‌دهد یا یک کارت قرمز که در این صورت بازیکن خاطی باید زمین مسابقه را ترک کند. اگر کسی دو کارت زرد بگیرد داور به او کارت قرمز خواهد داد.
داوری فوتبال در ایران قدمتی چندین ساله دارد. 
از جمله داوران برجسته فوتبال ایران می‌توان به محمد فنایی کمک داور ایرانی که در فینال جام جهانی سال ۱۹۹۴ آمریکا کمک داور این دیدار بوده و مسعود مرادی داور بازنشستهٔ ایرانی که قضاوت‌های بسیاری را در سطح بین‌المللی فوتبال انجام داده‌بود.
علیرضا فغانی مشهورترین داور ایرانی است. وی در بازی های مهمی از جمله فینال المپیک، فینال جام ملتهای آسیا، فینال لیگ قهرمانان آسیا، فینال جام باشگاه های جهان و رده‌بندی جام جهانی و… را سوت زده‌است.
از دیگر افتخارات او، میتوان به کسب بالاترین امتیاز در میان تمام داوران جام جهانی۲۰۱۸ اشاره کرد. از فغانی همچنین به عنوان جوان‌ترین داور تاریخ ایران تا کنون می‌توان نام برد که در سال ۱۳۷۸ و در سن ۱۱ سالگی با اخذ مدرک رسمی دیپلم داوری در کرج که تا آن زمان حداقل سن شرکت کننده باید ۱۵ سال می‌بود به اولین و جوان‌ترین داور آسیا بدل شد که ضمن دریافت مدرک رسمی عملکردی چشمگیر داشت و ۶ دوره حضور در تورنمنت رقابت‌های نو نهالان و نوجوانان کشوری از سال ۱۹۹۷ تا ۲۰۰۱ و قضاوت ۴ فینال در ۶ حضور کارنامه ای مورد قبول از وی نمایش داد.
از داوران زن ایرانی نیز می‌توان مهناز ذکایی را نام برد که برای قضاوت در تورنمنت بین‌المللی دیسکاور ۲۰۱۹ که با حضور هشت تیم ملی فوتبال بانوان در دو گروه از ۲۸ ژوئیه تا پنجم اوت ۲۰۱۹ (۶ لغایت ۱۴ مرداد ماه ۹۸) در شهر برلین برگزار می‌شود دعوت شد.

## توان و وظایف داور
قدرت و وظایف داور توسط قانون پنجم از قوانین بازی فوتبال توضیح داده شده‌است.

### آوانتاژ
آوانتاژ (به فرانسوی: avantage) به داور این اختیار را می‌دهد تا به بازی اجازه دنبال شدن در زمانی مثل ارتکاب خطا را بدهد، در شرایطی که اگر بازی به دلیل خطا متوقف شود، به ضرر تیمی که در حال حمله‌است و خطا بر روی آن انجام شده باشد.

#### شرایط آوانتاژ دادن
داوران باید شرایط ذیل را در تصمیم‌گیری برای اعمال آوانتاژ یا توقف بازی لحاظ نمایند:
- شدت خطا اگر نقض قانون مستوجب، اخراج یک بازیکن باشد، داور باید بازی را متوقف نماید و بازیکن را اخراج نماید.
- محلی که بازیکن مرتکب خطا شده‌است: در محل نزدیک به دروازه حریف جریمه خطا از اهمیت بیشتری برخوردار است.
- شانس‌های حملهٔ خطرناک و آنی بروی دروازهٔ حریف.
- جو مسابقه.